# Vălereasca
Rzeka Vălereasca – jest górnym biegiem rzeki Râușor w Rumunii.